# Capelles de Sant Zenó i la Mare de Déu del Pilar
Les Capelles de Sant Zenó i la Mare de Déu del Pilar és una obra de Xerta (Baix Ebre) protegida com a Bé Cultural d'Interès Local.

## Descripció
Es tracta de dues capelles, una dedicada a St. Zeno i l'altre, a la mare de déu del Pilar. La primera es troba entre els números 53 i 55, adossada a la cantonada adaptant-se a la seva corba. La porta és un arc de mig punt rematat amb un frontó mixtilini amb una obertura on hi ha una campana. A l'interior hi ha un petit altar amb una fornícula amb la imatge del sant.

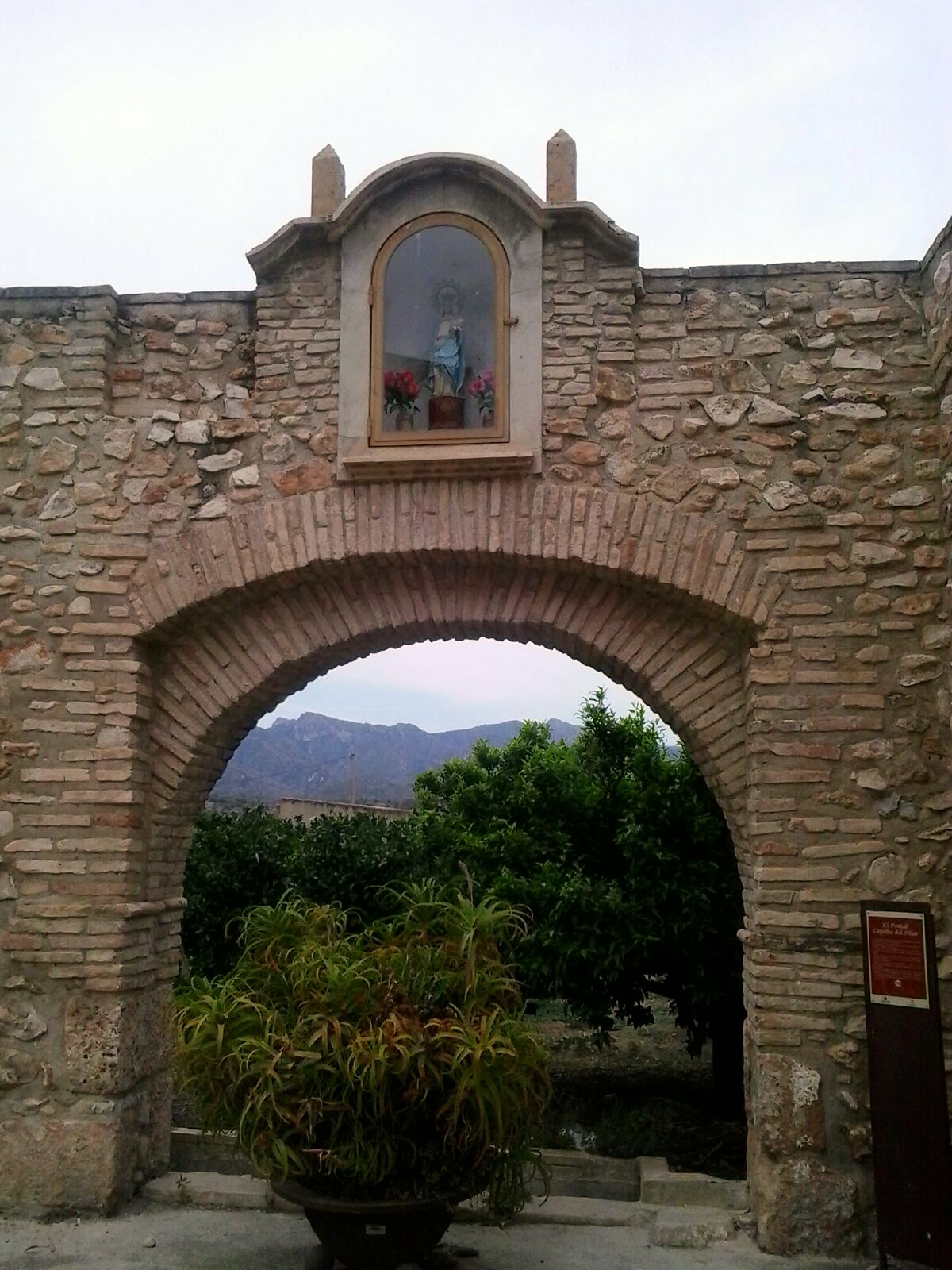
Portal i capella del Pilar

La segona capella és la dedicada a la mare de déu del Pilar. D'aquesta avui només en queda un petit nínxol amb la imatge, rematada per una cornissa mixtilínia de maó amb elements sortints. Aquesta capella està centrada amb el vètrex de l'arc de mig punt, possiblement part de l'antiga nau de l'edifici.